# Richard Wagner (skådespelare)
Richard Julius Wagner (uttal: [’vaɳner]), född 3 februari 1841 i Jakob och Johannes församling i Stockholm, död 1 augusti 1903 i Ramlösa, var en svensk skådespelare och teaterdirektör.

## Biografi
Wagner debuterade vid Mindre teatern 1861, där han blev kvar i två år. Därefter var han anställd vid Åhman-Pousette-Anderssons sällskap mellan 1863 och 1867. 1875-1883 var han vid Nya teatern. 1883 blev han direktör för Södra Teatern, 1883-1889 tillsammans med Axel Bosin, 1889-1896 tillsammans med Henrik Christiernsson och 1896-1900 på egen hand. Samtidigt var han även direktör för Djurgårdsteatern, 1883-1888 tillsammans med Bosin och 1889 med Christiernsson.
Han gifte sig 1866 med skådespelaren Anna Pettersson (1846-1872), med vilken han hade sönerna Erland, även han skådespelare, och Erik (1870-1926). Efter hennes död gifte han 1875 om sig med Louise Roempke (1853-1925). 
Enligt Nordisk familjebok gjorde han sig gällande för "sin mångsidighet, sitt goda lynne, en drastisk, om ock något torr komik och en anmärkningsvärd förmåga af karakteristik". Svensk Musiktidning karaktäriserar honom som "en god komisk skådespelare och en sympatisk personlighet".
Bland hans roller kan nämnas Biskop Nikolas i Kongsemnerne, Filip II i Don Carlos, Jago i Othello, Dung-Ka-chin i Teblomman, Cabriolo i Prinsessan av Trebizonde, Vicomte de Saint Hypothèse i Lili, Prins Pietro i den svenska premiären av Boccaccio, Sir Francis Chesney i den svenska premiären av Charleys tant samt Célestin i den svenska premiären av Lilla helgonet.

## Teater

### Roller (ej komplett)
| År   | Roll                                                       | Produktion                                                                             | Teater                |
| ---- | ---------------------------------------------------------- | -------------------------------------------------------------------------------------- | --------------------- |
| 1861 | Sansquartier                                               | Den ene för den andre Joseph Patrat                                                    | Mindre teatern        |
| 1868 | Ferdinand                                                  | Min hustru vill ha roligt Johan Jolin                                                  | Mindre teatern        |
| 1868 | Frans                                                      | Vårt tjenstefolk Eugène Grangé och Raymond Deslandes                                   | Mindre teatern        |
| 1868 |                                                            | Tidningsskrivaren Gustav Freytag                                                       | Mindre teatern        |
| 1868 | Oscar Rigaut                                               | Kotteriernas makt Eugène Scribe                                                        | Mindre teatern        |
| 1868 | von Döhlen                                                 | Läkaren August Blanche                                                                 | Mindre teatern        |
| 1869 | Pelle Lundqvist                                            | Syfröknarna Frans Hodell                                                               | Mindre teatern        |
| 1869 | Greve Adhemar de Vérasoy                                   | I flygande fläng Théodore Barrière och Léopold Stapleaux                               | Mindre teatern        |
| 1869 | Anatôle Grandcassis, anställd vid Gasverket                | De bortbytta fruarna Eugène Labiche, Albert Monnier och Édouard Martin                 | Mindre teatern        |
| 1869 | Ludovic Barillon                                           | Rosenjungfrun Eugène Grangé och Victor Bernard                                         | Mindre teatern        |
| 1869 | Fredrik                                                    | Rivaler genom missförstånd Ludvig Josephson                                            | Mindre teatern        |
| 1869 | En löjtnant                                                | Erasmus Montanus Ludvig Holberg                                                        | Mindre teatern        |
| 1869 | Jöns Tegelmark, ägare av ett tegelbruk på Värmdön          | Stockholm, Västerås, Uppsala August Blanche                                            | Mindre teatern        |
| 1870 | Herr Dardanell                                             | Herr Dardanell och hans upptåg på landet August Blanche                                | Humlegårdsteatern     |
| 1872 | George Stephenson                                          | En arbetare Lorentz Dietrichson                                                        | Nya teatern, Göteborg |
| 1875 | Doktor Brünner                                             | Den sista triumfen Alexander Victor Wilhelmi                                           | Nya teatern           |
| 1875 | Marcel                                                     | Arbetarna Eugène Manuel                                                                | Nya teatern           |
| 1875 | Maken                                                      | Cornelius Nepos Ernst Lundquist                                                        | Nya teatern           |
| 1875 | Erik Bjelke                                                | Siri Brahe och Johan Gyllenstierna Gustav III                                          | Nya teatern           |
| 1875 |                                                            | Hovet i Biberack Paul Vermond, Éduard Lafargue och Paul Siraudin                       | Nya teatern           |
| 1875 | Folleville                                                 | Fästningen i Boston eller De tre arrestanterna Emmanuel Dupaty                         | Nya teatern           |
| 1876 | Patron Ehrenbracht                                         | Friaren från Värmland Johan Jolin                                                      | Nya teatern           |
| 1876 |                                                            | Drottning Christina Jeanette Stjernström                                               | Nya teatern           |
| 1876 | Axel                                                       | De nygifta Bjørnstjerne Bjørnson                                                       | Nya teatern           |
| 1876 | Oscar Rigaut                                               | Kotteriernas makt Eugène Scribe                                                        | Nya teatern           |
| 1877 | de Champignac                                              | Fjärilsfebern Victorien Sardou                                                         | Nya teatern           |
| 1877 | Läsareprästen                                              | Bedragare och bedragne Parainetes (pseudonym)                                          | Nya teatern           |
| 1877 | Caussade                                                   | Många vänner, lite vänskap Victorien Sardou                                            | Nya teatern           |
| 1878 | Pelle Lundqvist                                            | Syfröknarna Frans Hodell                                                               | Nya teatern           |
| 1878 | Bernard                                                    | Huset Fourchambault Emile Augier                                                       | Nya teatern           |
| 1878 | Remonin                                                    | Främlingen Alexandre Dumas den yngre                                                   | Nya teatern           |
| 1879 | Biskop Nikolas                                             | Kungsämnena Henrik Ibsen                                                               | Nya teatern           |
| 1879 | Baranski                                                   | Hvem är han? Richard Kaufmann                                                          | Nya teatern           |
| 1879 | Patron Ehrenbracht                                         | Friaren från Värmland Johan Jolin                                                      | Djurgårdsteatern      |
| 1879 | Anatole de Beaupersil                                      | Niniche Marius Boullard, Alfred Hennequin och Albert Millaud                           | Djurgårdsteatern      |
| 1879 | Prins Pietro av Palermo                                    | Boccaccio Franz von Suppé, Camillo Walzel och Richard Genée                            | Nya teatern           |
| 1880 |                                                            | Den svarta dominon Eugène Scribe och Daniel Auber                                      | Nya teatern           |
| 1881 | Paul Raymond                                               | Där man har tråkigt Édouard Pailleron                                                  | Nya teatern           |
| 1881 | Elis Schröderheim, statssekreterare                        | På Gröna lund                                                                          | Nya teatern           |
| 1882 | Erik Jöransson Tegel, hertigens skrivare                   | Gustaf Banér Edvard Evers                                                              | Nya teatern           |
| 1882 | Annibal, bildhuggare                                       | Piccolino Ernest Guiraud, Victorien Sardou och Charles Nuitter                         | Nya teatern           |
| 1882 |                                                            | Slösaren                                                                               | Nya teatern           |
| 1882 | Jago                                                       | Othello William Shakespeare                                                            | Nya teatern           |
| 1882 | Ajax                                                       | Ajax och hans tvätterska Eugène Grangé, Armand Montjoye och Alexandre Charles Chaulieu | Djurgårdsteatern      |
| 1883 | Fredrik August von Belinski-Effendi, f.d. egyptisk överste | Lättsinnigt folk Adolph L'Arronge                                                      | Nya teatern           |
| 1883 | Olof Claesson Fleming                                      | Daniel Hjort Josef Julius Wecksell                                                     | Nya teatern           |
| 1883 | Filip II                                                   | Don Carlos, infant av Spanien Friedrich von Schiller                                   | Nya teatern           |
| 1883 | Célestin, organist i Svalornas kloster                     | Lilla helgonet Hervé, Henri Meilhac och Albert Millaud                                 | Djurgårdsteatern      |
| 1883 | Fabrikör Alm                                               | Sängkammarmågen Frans Hedberg                                                          | Södra Teatern         |
| 1884 | Dung-Ka-chin, polismästare                                 | Teblomman Charles Lecocq, Henri Chivot och Alfred Duru                                 | Södra Teatern         |
| 1885 | Sir Jonathan Nobody, guvernör                              | 100 jungfrur Charles Lecocq, Henri Chivot och Alfred Duru                              | Södra Teatern         |
| 1886 | Dung-Ka-chin, polismästare                                 | Teblomman Charles Lecocq, Henri Chivot och Alfred Duru                                 | Södra Teatern         |
| 1888 |                                                            | Farinelli Hermann Zumpe, F. Wilibald Wulff och Charles Cassmann                        | Djurgårdsteatern      |
| 1888 | Gunnar Rask, smålänning                                    | Hin och smålänningen Frans Hedberg                                                     | Djurgårdsteatern      |
| 1890 |                                                            | Friskt vågat Edgard Høyer                                                              | Södra Teatern         |
| 1892 | General de Morin                                           | Pariserpojken Jean-François Bayard och Louis-Émile Vanderburch                         | Södra Teatern         |
| 1893 |                                                            | Farinelli Hermann Zumpe, F. Wilibald Wulff och Charles Cassmann                        | Södra Teatern         |
| 1894 | Sir Francis Chesney                                        | Charleys tant Brandon Thomas                                                           | Södra Teatern         |
| 1899 |                                                            | Den stora sträjken, revy                                                               | Södra Teatern         |
| 1899 |                                                            | Gamla kamrater                                                                         | Södra Teatern         |

## Bildgalleri

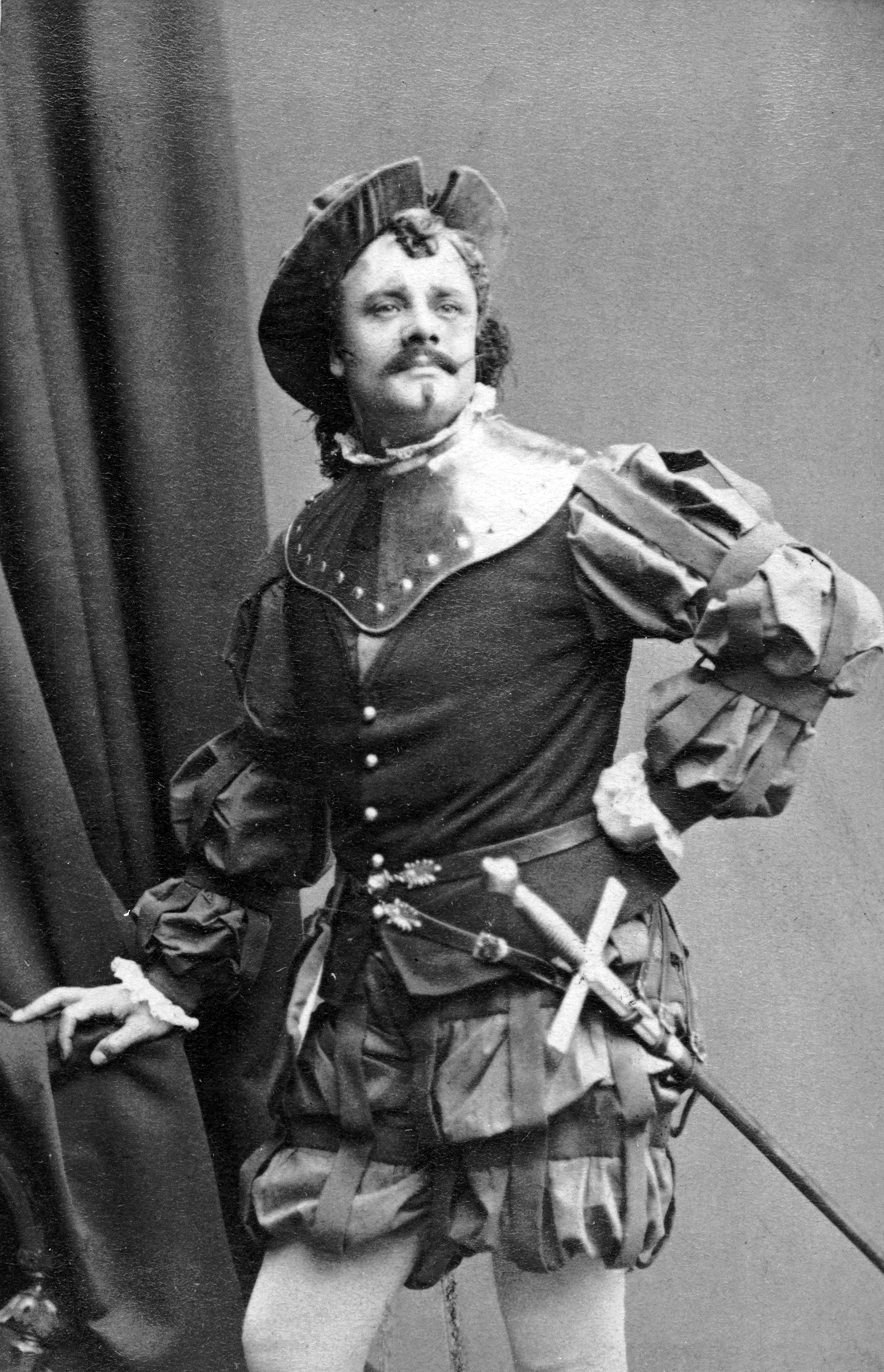
Som Pietro, Fursten av Palermo i Boccaccio, Nya teatern 1879
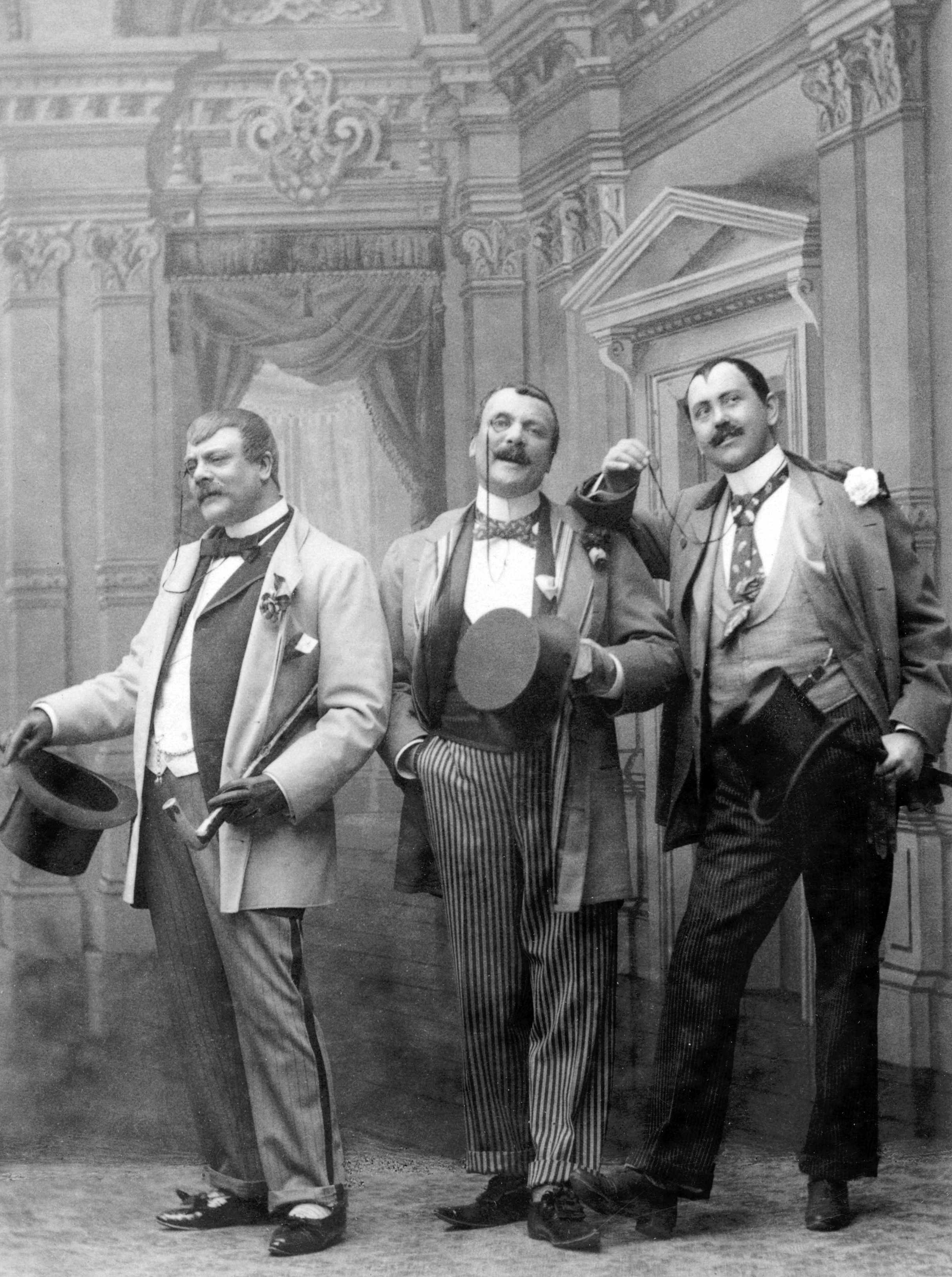
Richard Wagner, Emil Pettersson och Louis Rundqvist som Springer, Piper och Boman i Frans Hedbergs Våra flickjägare på Södra teatern 1890